# Charles Le Gobien
Charles Le Gobien (Saint-Malo, 1652. december 22. – Párizs, 1708. március 5.) francia jezsuita pap, sinológus.

## Élete és munkássága
Gobien 1671. november 21-én csatlakozott a jezsuita rendhez. Ő hozta létre a Lettres édifiantes et curieuses gyűjteményt, amely a kínai missziót teljesítő rendtársasaik által hazaküldött beszámolókat és jelentéseket tartalmazza. Ez ma a korabeli kínai keresztény hittérítés egyik legfontosabb kordokumentum-gyűjteménye és forrása.

## Munkái
- Lettres de quelques missionnaires de la Cie de Jésus écrites de la Chine et des Indes orientales
- Lettres édifiantes et curieuses
- Lettre sur les progrès de la religion de la Chine (1697)
- Histoire de l'édit de l'empereur de la Chine en faveur de la religion chrestienne, avec un éclaircissement sur les honneurs que les Chinois rendent à Confucius et aux morts (1698)
- Apologie des Dominicains missionnaires de la chine (1700)
- Éclaircissement sur la dénonciation faite a N.S.P. le Pape, des nouveaux mémoires de la Chine (1700)
- Acte de protestation signifié aux Sieurs Syndic (1700)
- Remarques d'un docteur en théologie, sur la protestation des Jesuites (1700)
- Réponse aux Remarques de M. ... sur la Protestation du Pere le Gobien (1700)
- Jugement d'un grand nombre de Docteurs des Universites de Castille et d'Arragon sur les propos censurées en Sorbonne (1701)
- Histoire des isles Marianes, nouvellement converties à la religion chrestienne: et de la mort glorieuse des premiers missionnaires qui y ont prêché la Foy (1701)
- Second parallele des propositions du P. Le Comte, avec quelques autres propositions, adressé à monsieur le Syndic de la Faculté de Theologie de Paris (1701)
- Nouveaux mémoires sur l'état présent de la Chine (1702)
- Parallele de quelques propositions, dont les unes ont esté déserées au S. Siege & à la Sorbonne, les autres ne l'ont pas esté, quoy qu'elles meritassent beaucoup plus de l'estre

## Fordítás
- Ez a szócikk részben vagy egészben  a   Charles Le Gobien című angol Wikipédia-szócikk ezen változatának fordításán alapul.  Az eredeti cikk szerkesztőit annak laptörténete sorolja fel. Ez a jelzés csupán a megfogalmazás eredetét és a szerzői jogokat jelzi, nem szolgál a cikkben szereplő információk forrásmegjelöléseként.